# Kohlberg (Fichtelgebirge)

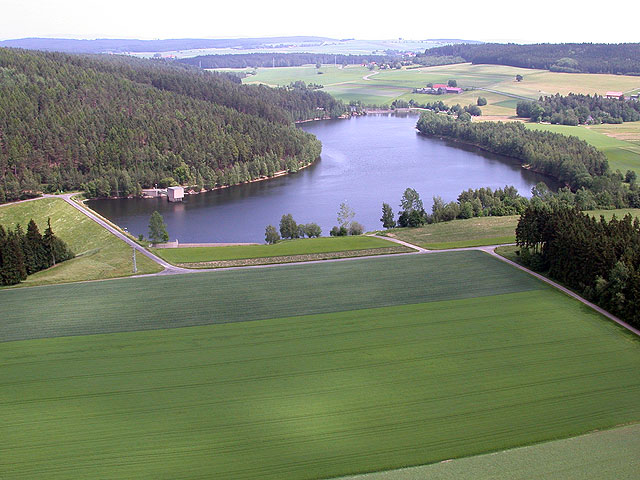
Blick aus der Luft nach Osten zum Feisnitz-Stausee mit der Südwest- bis Südflanke des Kohlbergs

Der Kohlberg, auch Zuckerhut genannt, ist mit 633 m ü. NHN eine markante Erhebung des Höhenzugs Kohlwald im Fichtelgebirge. Er liegt beim oberfränkischen Arzberg im bayerischen Landkreis Wunsiedel im Fichtelgebirge, ist bewaldet und besteht aus Quarzphyllit.

## Geographie

### Lage
Der Kohlberg erhebt sich im Südostteil des Fichtelgebirges, am Westrand des Kohlwaldes und im Osten des Naturparks Fichtelgebirge. Sein Gipfel liegt 1,7 km südlich der Kernstadt von Arzberg und 1,8 km nordnordöstlich des Stadtteils Haid. Nach Nordosten leitet die Landschaft über einen 578 m hohen Bergsattel mit dem Abzweig der nach Seedorf führenden Kreisstraße 13 von der Staatsstraße 2176 (Arzberg–Konnersreuth) zum Sieben-Linden-Berg (Lindenberg 643 m) über.
Auf dem zur naturräumlichen Haupteinheit Hohes Fichtelgebirge (Nr. 394) gehörenden Kohlberg erstrecken sich Teile des Landschaftsschutzgebiets Fichtelgebirge (CDDA-Nr. 395957; 1990 ausgewiesen; 627,0991 km² groß).
Jenseits der westlich verlaufenden Bundesstraße 303 liegt beim Arzberger Ortsteil Garmersreuth in 3,7 km Entfernung ein weiterer Kohlberg (528 m).

### Gewässer
Der Berg wird im Nordwesten und Norden von der Röslau passiert und im Süden und Westen von deren Zufluss Feisnitz, die durch den am südwestlichen Bergfuß liegenden Feisnitz-Stausee (Feisnitzspeicher oder Stausee Haid) fließt.

## Geschichte
Der Bergname Kohlberg stammt von den ehemaligen Kohlenmeilern für die Eisenverhüttung in Arzberg. Im Volksmund wird der Berg wegen des einstigen Schmuggels von Zucker über die von 1792 bis 1810 am Bergfuß verlaufende Grenze zwischen Bayern und Preußen auch „Zuckerhut“ genannt.

## Waldenfelswarte
Auf dem Kohlberggipfel steht seit 1961 der Aussichtsturm Waldenfelswarte und eine nicht bewirtschaftete Schutzhütte des Fichtelgebirgsvereins. Im Frühjahr 2017 wurde die Warte – wegen starker Aussichtsbehinderung durch Baumwuchs – mit neuem Fundament und neuem Basisturm von ursprünglich 20 m auf jetzt 32 m erhöht. Damit ist sie einer der höchsten Aussichtstürme im Fichtelgebirge.
Vom Turm ist es bei gutem Wetter möglich, Tschechien, das Vogtland und sogar Teile des Erzgebirges zu sehen.

## Karte
- Fritsch Wanderkarte: Naturpark Fichtelgebirge und Naturpark Steinwald, Nr. 52, M = 1:50.000, ISBN 9783861160526